# Donne & colori
Donne & colori è il nono album degli Stadio, pubblicato dalla EMI Italiana (catalogo 7243 5 28846 2) nel 2000.

## Il disco
È accompagnato da un libretto con tutti i testi delle canzoni, compresa la parte in arabo, con traduzione in inglese di Rawda Murkus, di In paradiso con te.
Dal 28 novembre 2000 è disponibile per il download digitale, ma senza libretto.

## I brani
- In paradiso con te
Singolo radio, collaborazione musicale con la cantante arabo-israeliana Amal Murkus che ha scritto il testo in arabo e canta insieme a Curreri[1].
La canzone è presente nella colonna sonora del film Quello che le ragazze non dicono (2000) di Carlo Vanzina, in cui è interpretata dall'attore Vincenzo Peluso insieme agli Stadio.
- Te lo ricordi
Duetto con Maria Adele Corradi.
- Doma il mare il mare doma
Canzone dedicata al calciatore Maradona dallo stesso Curreri[1].

## Tracce
Gli autori del testo precedono i compositori della musica da cui sono separati con un trattino. Nessun trattino significa contemporaneamente autori e compositori.
Edizioni musicali EMI Music Publishing, Bollicine. 
1. In paradiso con te (feat. Amal Murkus) – 4:50 (testo: Amal Murkus, Bettina Baldassari – musica: Bettina Baldassari)
2. Sei tu che mi accendi – 4:00 (testo: Saverio Grandi – musica: Saverio Grandi, Gaetano Curreri)
3. Senza amore – 3:55 (Bettina Baldassarri)
4. Sono la somma – 4:02 (testo: Gianni 'Geo' Novi, Vasco Rossi – musica: Andrea Fornili, Gaetano Curreri)
5. Balla per me – 4:12 (testo: Saverio Grandi – musica: Saverio Grandi, Gaetano Curreri)
6. Facile – 4:31 (testo: Saverio Grandi – musica: Alessandro Magri, Gaetano Curreri)
7. Ma non stanotte – 3:29 (testo: Saverio Grandi – musica: Saverio Grandi, Gaetano Curreri)
8. La ragazza col telefonino – 3:30 (testo: Roberto Roversi – musica: Andrea Fornili, Gaetano Curreri)
9. Stadio e Mariadele – Te lo ricordi – 4:07 (testo: Saverio Grandi – musica: Saverio Grandi, Gaetano Curreri)
10. La luce del sole – 3:37 (testo: Stefano Piccagliani – musica: Alessandro Bagnoli, Stefano Piccagliani)
11. Doma il mare il mare doma – 3:23 (testo: Roberto Roversi – musica: Andrea Fornili, Gaetano Curreri)

## Formazione
Gruppo
- Gaetano Curreri – voce, cori
- Andrea Fornili – chitarra
- Roberto Drovandi – basso
- Giovanni Pezzoli – batteria

Altri musicisti
- Stefano Piccagliani – chitarra acustica (10)
- Quartetto d'archi: Luigi Mazza, Demetrio Comuzzi, Luca Simoncini, Alessandro Simoncini
- Fabrizio Foschini – pianoforte, tastiera, scrittura e direzione archi
- Frank Nemola – tastiera, programmazione, tromba, scrittura e direzione archi
- Celso Valli – direzione archi (3)
- Guido Elmi – percussioni
- Silvio Pozzoli – cori